# 胡蒂亞帕 (阿特蘭蒂達省)
胡蒂亞帕（西班牙語：Jutiapa），是洪都拉斯的城鎮，位於該國北部，由阿特蘭蒂達省負責管轄，始建於1923年6月1日，面積533.83平方公里，2002年人口27,472，人口密度每平方公里51.46人。